# Edward Mayhew
 (mai 2021).
Si vous disposez d'ouvrages ou d'articles de référence ou si vous connaissez des sites web de qualité traitant du thème abordé ici, merci de compléter l'article en donnant les références utiles à sa vérifiabilité et en les liant à la section « Notes et références ».
Edward Mayhew, né en 1569 à Salisbury dans le Wiltshire (Angleterre) et décédé le 14 septembre 1625 à Dieulouard en Lorraine (France) est un prêtre catholique et moine bénédictin anglais.

## Biographie
Edward Mayhew naquit près de Salisbury, dans le Wiltshire, en 1569, d’une ancienne famille de récusants anglais qui avait beaucoup souffert des persécutions religieuses. 
Le 10 juillet 1583, il entre avec son frère aîné Henry au collège anglais de Reims, où il fait de bonnes études. Il y reçoit la tonsure et les ordres mineurs le 22 août 1590. Mayhew est alors envoyé au collège anglais de Rome pour y poursuivre des études de théologie jusqu’à son ordination sacerdotale, après quoi il rentre dans son pays natal pour une difficile mission pastorale auprès de catholiques persécutés (1595). Après avoir servi comme prêtre séculier durant 12 ans il souhaite entrer dans la vie monastique, bien que, en Angleterre, tous les monastères aient été supprimés.. 
Animés du désir de rétablir l’ordre des Bénédictins en Angleterre, le père Mayhew et un ami Robert Sadler, font profession religieuse de la règle de saint Benoît le 21 novembre 1607, entre les mains de Dom Sigebert Buckley, le seul moine bénédictin de l’abbaye de Westminster encore en vie.  La cérémonie se passe dans la cellule de la Gatehouse prison (Westminster) où Dom Sigebert se trouve prisonnier.
Ces deux moines anglais, Edward Mayhew et Robert Sadler, sont à l‘origine de la renaissance de l’ordre bénédictin en Angleterre. Se retirant de la mission anglaise Dom Mayhew et son compagnon passent sur le continent et s’installent en 1608 à Dieulouard, en Lorraine où on leur donne l’ancienne collégiale Saint-Laurent. Ce sera le premier prieuré de bénédictins anglais en exil.  
Ils reçoivent leur affiliation à la congrégation bénédictine espagnole en 1612. Dom Mayhew est le premier prieur de 'Saint-Laurent’ (à Dieulouard) de 1613 à 1620. Il est le coordinateur des efforts bénédictins en Angleterre comme voulu par le bref apostolique « Ex incumbenti » de 1619. De 1623 à sa mort il est également le visiteur apostolique des moniales anglaises de Cambrai.  
Dom Edward Mayhew meurt au prieuré de Dieulouard (Lorraine) le 14 septembre 1625.

## Postérité
En 1793 les bénédictins anglais sont expulsés de Dieulouard et retournent dans leur pays d’origine. En 1802 le groupe de moines s’établit définitivement à Ampleforth, dans le North Yorkshire. De là part, au XIXe siècle, la renaissance de l’Ordre bénédictin en Angleterre. Par Dom Edward Mayhew l’abbaye d'Ampleforth, se dit héritière de la tradition monastique de l’abbaye de Westminster. 

## Écrits
On a de lui :
- Congregationis anglicanæ ordinis Sti. Benedicti trophæa, Reims, 1619.
- Notes sur le Manuel des savants.
- Fondements de l'ancienne et de la nouvelle Religion, avec un Appendix contre Crashaw, 1608 , in-4°. Cet ouvrage avait été attaqué par les jésuites Gretser et Possevin, et par Field, il fit une réponse à ce dernier.
- Une compilation intitulée : le Paradis des Prières.